# Попков, Николай Николаевич
Николай Николаевич Попков (12 декабря 1947 — 25 ноября 2016, Челябинск, Российская Федерация) — советский и российский тренер по боксу, заслуженный тренер России.

## Биография
В 1977 г. был назначен директором Челябинской областной специализированной спортивной школы олимпийского резерва.
Работал директором спортивного клуба «Урал» в Челябинске. На протяжении многих лет являлся вице-президентом Челябинской областной федерации бокса и директором регионального Центра олимпийской подготовки по боксу.
При его непосредственном участии было подготовлено немало боксеров — победителей и призеров чемпионатов России, Европы и мира. Среди них: участник Олимпийских игр, вице-чемпион мира и Европы Ильфат Разяпов, участник двух Олимпиад, чемпион Европы, дважды серебряный призер чемпионата мира Геннадий Ковалёв, чемпион Европы, вице-чемпион мира Эдуард Абзалимов, чемпион России среди любителей, чемпион мира среди военных Сергей Ковалёв, ставший позднее известным боксером-профессионалом.
Похоронен на Преображенском кладбище Челябинска.

## Награды и звания
Заслуженный тренер России. Заслуженный работник физической культуры России.